# طابة (جهاز)
الطابة جهاز يثبت في رأس القنبلة لتوقيت انفجارها، من أنواعه زمني وطرقي.